# Lampornis sybillae
El colibrí de Sibila (Lampornis sybillae), también denominado gema de pecho verde, colibrí montanés pechiverde (en Honduras), colibrí-serrano pechiverde o montañés pechiverde (en Nicaragua), es una especie de ave apodiforme de la familia Trochilidae —los colibríes— perteneciente al género Lampornis. Es nativo del centro norte de América Central

## Distribución y hábitat
Se distribuye por las montañas del este de Honduras y el noroeste de Nicaragua.
Sus hábitats naturales son los bosques húmedos siempreverdes y pinares siempreverdes y sus bordes. Es común en bosques de transición entre pino-encino y nuboso. Es probable que realice movimientos altitudinales estacionales. En altitudes entre 1400 y 2200 m.

## Sistemática

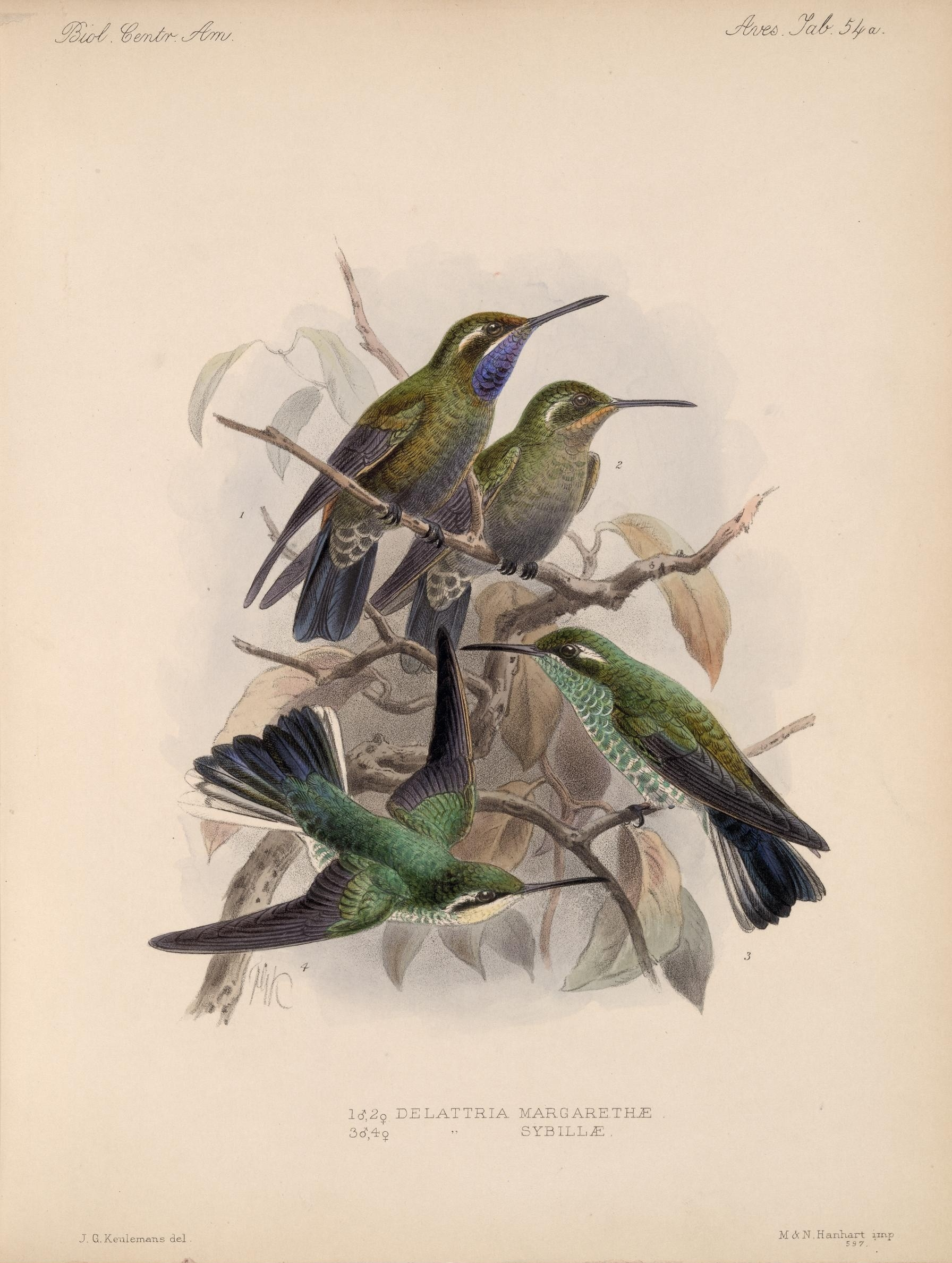
Delattria sybillae (macho y hembra, arriba), ilustración de Keulemans en Biologia Centrali-Americana, 1902.

### Descripción original
La especie L. sybillae fue descrita por primera vez por los zoólogos británicos Osbert Salvin y Frederick DuCane Godman en 1892 bajo el nombre científico Delattria sybillae ; su localidad tipo es: «Matagalpa, Nicaragua».

### Etimología
El nombre genérico masculino «Lampornis» se compone de las palabras del griego «lampē» que significa ‘antorcha’, ‘luz’, y «ornis» que significa ‘ave’; y el nombre de la especie «sybillae», es un epónimo femenino, pero se desconoce a quien se dedica.

### Taxonomía
Está estrechamente emparentada con Lampornis viridipallens, con la que se ha considerado conespecífica. Es monotípica.